# جامل خان
جامل خان (به انگلیسی: Jameel Khan) بازیگر هندی است.
از فیلم‌هایی که وی در آن نقش داشته است می‌توان به فانتوم اشاره کرد.

## فیلم‌شناسی
فهرست برخی از فیلم‌هایی که جامل خان در آنها به ایفای نقش پرداخته است:
- فانتوم
- رقص گلوله‌ها: رام و لیلا
- غیرممکن
- کمپانی بدها
- اظهر
- فرنگی
- دارودسته‌های واسیپور
- دارودسته‌های واسیپور- قسمت اول
- دارودسته‌های واسیپور- قسمت دوم
- گاناپات
- مأموریت رانیگانج